# Protektor
Protektor (latin prote'ctor, "beskyddare") är en titel som använts om personer som styr över ett område. Variationer på titeln är riksprotektor, som användes i Tyskland under nazisttiden, och lordprotektor, som användes i Storbritannien, framförallt under det engelska samväldet i mitten av 1600-talet, då kungadömet var avskaffat. I Norden har motsvarande titel varit riksföreståndare och den har använts om ett flertal personer, som har styrt över de nordiska länderna i avsaknad av kung.